# 21450 Kissel
21450 Kissel è un asteroide della fascia principale. Scoperto nel 1998, presenta un'orbita caratterizzata da un semiasse maggiore pari a 2,2088559 UA e da un'eccentricità di 0,0509962, inclinata di 8,35135° rispetto all'eclittica.